# Hälleforsnäs kyrka
Hälleforsnäs kyrka är en kyrkobyggnad i Mellösa församling i  Flens kommun.

## Kyrkobyggnaden
Kyrkan uppfördes 1965 efter ritningar av arkitekt Johannes Olivegren och invigdes den 13 mars 1966.
De två kyrkklockorna är gjutna på Hellefors Bruks AB av Bror Larsson, med lärling Leif Åhlund. Interiören domineras av vita murytor och trävitt. Altaret pryds av en keramiktavla utförd av konstnärsparet Ralph Bergholz och Randi Fischer.

### Webbkällor
- byggnadspresentation